# John Monson
Pour les articles homonymes, voir Monson.
John Monson (c.1628 - 14 octobre 1674) est un homme politique anglais qui siège à la Chambre des communes à deux reprises entre 1660 et 1674.

## Biographie
Il est le fils de Sir John Monson (2e baronnet) de South Carlton et Broxbourne, Hertfordshire, et de son épouse Ursula Oxenbridge, fille de Sir Robert Oxenbridge, de Hurstbourne Priors, dans le Hampshire. Il est commissaire de la milice du Lincolnshire en mars 1660. En avril 1660, il est élu député de Lincoln au Parlement de la Convention. En juillet 1660, il est juge commissaire pour le circuit de Midland et juge de paix pour Lindsey et Kesteven, dans le Lincolnshire, de juillet 1660 à sa mort. En août 1660, il est commissaire aux égouts pour Hatfield Chase et Lincolnshire, ainsi que chargé des évaluations pour Lindsey et Lincoln d'août 1660 à 1661. Il est créé chevalier de l'Ordre du Bain le 23 avril 1661. Aux élections générales de 1661, il perd son siège en faveur de Sir Robert Bolles. Il est commissaire chargé de l'évaluation du Lincolnshire de 1661 à 1663, commissaire des sociétés du Lincolnshire de 1662 à 1663 et commissaire de l'évaluation de Lindsey de 1663 à 1664. En 1664, lors d'une élection partielle consécutive au décès de Bolles, il est élu député de Lincoln pour le Parlement Cavalier. Il est sous-lieutenant pour le Lincolnshire et commissaire chargé de l'évaluation pour le Lincolnshire de 1664 jusqu'à sa mort. En 1671, il devient sous-lieutenant pour le Hertfordshire et est commissaire chargé de l'évaluation pour le Hertfordshire à partir de 1673 .
Il est décédé à l'âge de 46 ans et est enterré à South Carlton. On se souvenait de lui comme «un homme d'humour vif, d'esprit vif, de voix claires, d'appréhension rapide, de bonne élocution, d'un excellent tempérament, d'une grande prudence, sans parti pris, admiré par la gentry et bien accompli pour les affaires" .
Monson épouse le 7 juin 1647 Judith Pelham, fille de Thomas Pelham (2e baronnet) de Halland, Laughton, Sussex. Ils ont dix fils et une fille. Son épouse est décédée le 21 décembre 1700 . Ils ont Henry Monson (3e baronnet) et William Monson (4e baronnet).